# Hovedserien 1952/1953
Hovedserien 1952/1953 var Norges högsta division i fotboll säsongen 1952/1953 och löpte från augusti 1952 till juni 1953. Lagen var uppdelade i två grupper, med åtta lag i varje. Skeid vann Grupp A, och Larvik Turn Grupp B. Gruppvinnarna spelade final. I finalen vann Larvik Turn med 3–2.

## Grupp A
|   |             | S  | V  | O | F  | +  | -   | P  |
| - | ----------- | -- | -- | - | -- | -- | --- | -- |
| 1 | Skeid       | 14 | 10 | 3 | 1  | 48 | -10 | 23 |
| 2 | Fredrikstad | 14 | 7  | 4 | 3  | 40 | -19 | 18 |
| 3 | Sarpsborg   | 14 | 7  | 4 | 3  | 20 | -17 | 18 |
| 4 | Viking      | 14 | 7  | 3 | 4  | 23 | -17 | 17 |
| 5 | Strømmen    | 14 | 6  | 3 | 5  | 30 | -21 | 15 |
| 6 | Varegg      | 14 | 3  | 2 | 9  | 16 | -39 | 8  |
| 7 | Brann       | 14 | 2  | 3 | 9  | 9  | -36 | 7  |
| 8 | Årstad      | 14 | 2  | 2 | 10 | 11 | -38 | 6  |

## Grupp B
|   |               | S  | V  | O | F  | +  | -   | P  |
| - | ------------- | -- | -- | - | -- | -- | --- | -- |
| 1 | Larvik Turn   | 14 | 10 | 2 | 2  | 44 | -11 | 22 |
| 2 | Asker         | 14 | 6  | 7 | 1  | 20 | -14 | 19 |
| 3 | Lillestrøm    | 14 | 6  | 4 | 4  | 25 | -22 | 16 |
| 4 | Sandefjord BK | 14 | 6  | 3 | 5  | 25 | -32 | 15 |
| 5 | Odd           | 14 | 5  | 3 | 6  | 34 | -30 | 13 |
| 6 | Sparta        | 14 | 5  | 2 | 7  | 15 | -22 | 12 |
| 7 | Lyn           | 14 | 3  | 2 | 9  | 24 | -31 | 8  |
| 8 | Ranheim       | 14 | 3  | 1 | 10 | 12 | -37 | 7  |

## Final
- 21 juni 1953:	Larvik Turn - Skeid 3–2

## Förklaringar
- S = spelade matcher V = vinster = O = oavgjorda F = förluster + - = målskillnad P = poäng.